# Grapholita schizodelta
Grapholita schizodelta is een vlinder uit de familie van de bladrollers (Tortricidae). De wetenschappelijke naam van de soort is voor het eerst geldig gepubliceerd in 1982 door Diakonoff.

## Beschrijving
Vrouwelijke motten hebben een spanwijdte van 10 mm. De kop is lichtgrijs tot oker. De witachtige pedipalpen zijn poreus, puntig en recht. Het borststuk en het achterlijf zijn donkergrijs bruin. De donkergrijs-bruine voorvleugels zijn langwerpig. De grijsbruine costa is licht gebogen, met zeven paar zeer smalle witte dwarslijnen. De top is sub-rechthoekig. Het middelste gedeelte heeft een gelijkzijdige driehoekige witte vlek. De achtervleugels zijn donker grijsbruin met een paarse glans. Er is een bleke basislijn aanwezig.